# St. Cosmas und Damian (Wiarden)

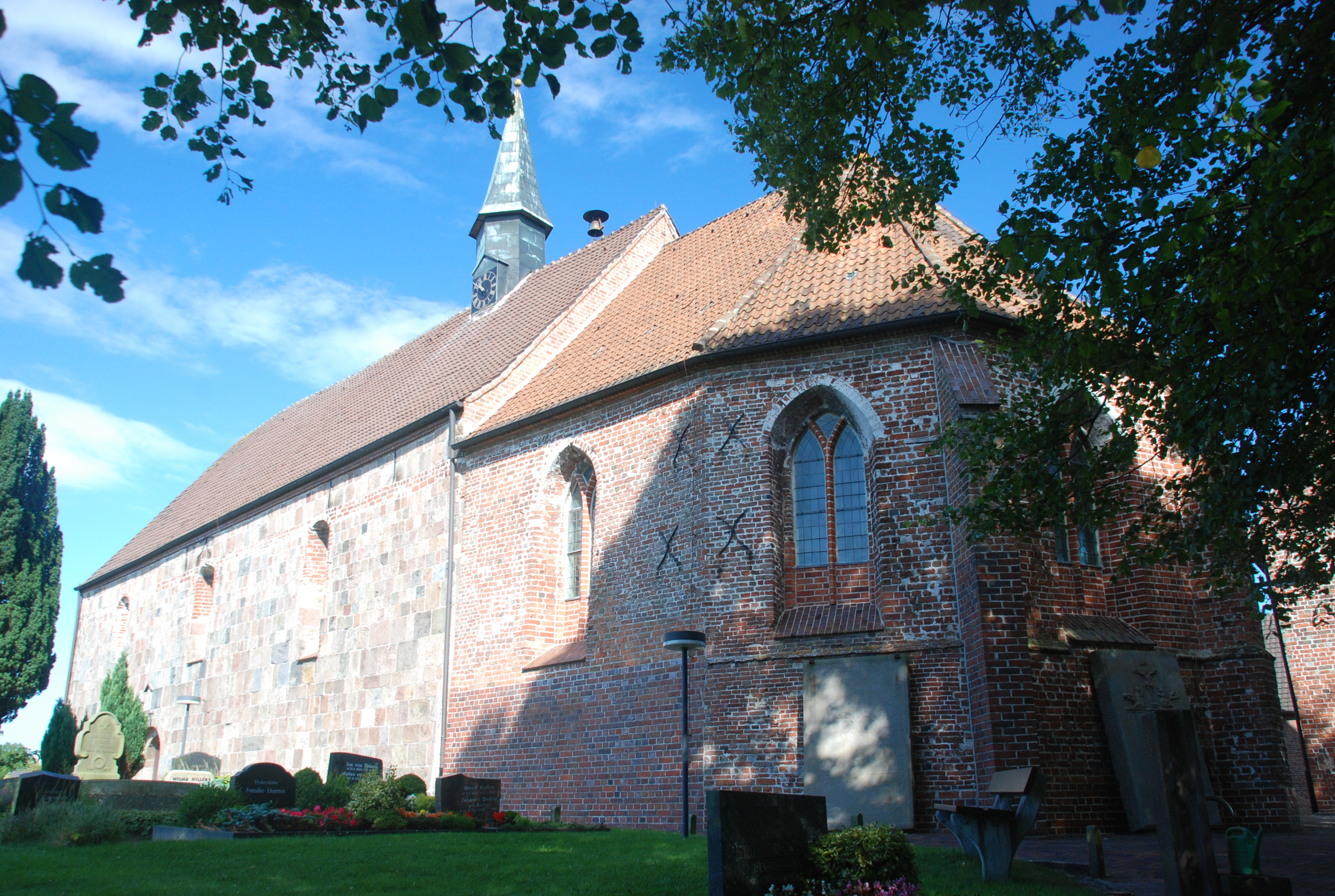
St. Cosmas und Damian

Die evangelisch-lutherische Kirche St. Cosmas-und Damian ist ein Kirchengebäude im Ortsteil Wiarden der Gemeinde Wangerland im Landkreis Friesland in Niedersachsen. Die Kirchengemeinde Wiarden gehört zum Kirchenkreis Friesland-Wilhelmshaven der Evangelisch-Lutherischen Kirche in Oldenburg.

## Baugeschichte
Die Anfang des 13. Jahrhunderts erbaute Kirche St. Cosmas und Damian, ein flachgedeckter Saalbau, dem im 15. Jahrhundert ein Chor angefügt wurde, ist ein typischer romanischer Granitquaderbau, der auf einer hohen Warf liegt. Bereits 1164 soll an dieser Stelle eine Kirche bestanden haben.

## Ausstattung

### Wandmalereien
Der Chorraum enthält Wandmalereien aus der ersten Hälfte des 15. Jahrhunderts, die die Apostel Petrus, Jakobus und Johannes sowie die Schutzheiligen dieser Kirche, St. Cosmas und Damian, darstellen.
An der Nordwand sieht man eine Darstellung des Hl. Christophorus, das Jesuskind tragend.

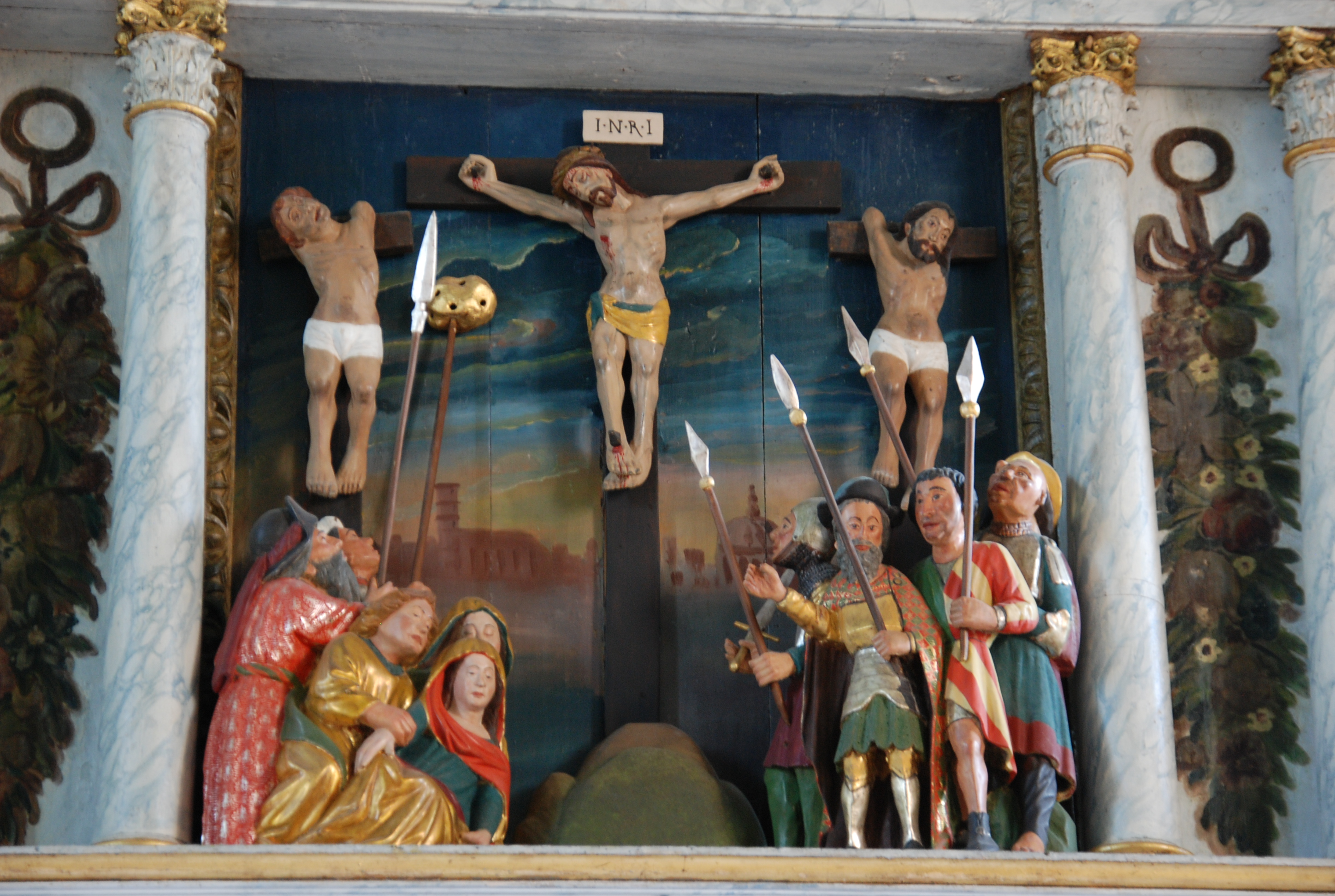
Spätgotische Kreuzigungsgruppe im Altaraufbau des 18. Jahrhunderts

### Altar
Der heutige Altaraufbau ist das Ergebnis einer Neuanfertigung von 1749. Jeweils zwei Säulenpaare stützen die einzelnen Geschosse der Schauarchitektur. Figürliche Teile eines aus Eichenholz geschnitzten spätgotischen Retabels aus der Mitte des 15. Jahrhunderts wurden diesem Rahmen eingefügt: 12 Apostelstatuetten verteilen sich auf die vier Geschosse, eine figurenreiche Kreuzigungsgruppe bildet das Mittelfeld. Bei der Restaurierung von 2004 behielt man die weiße Fassung der Barockzeit bei. Gleichzeitig wurde eine Reihe von gemalten Apostelköpfen hinter der zugenagelten Rückwand entdeckt, Teile vielleicht eines Altars aus dem ersten Viertel des Jahrhunderts, wie eine dendrochronologische Untersuchung ergab.

### Kanzel

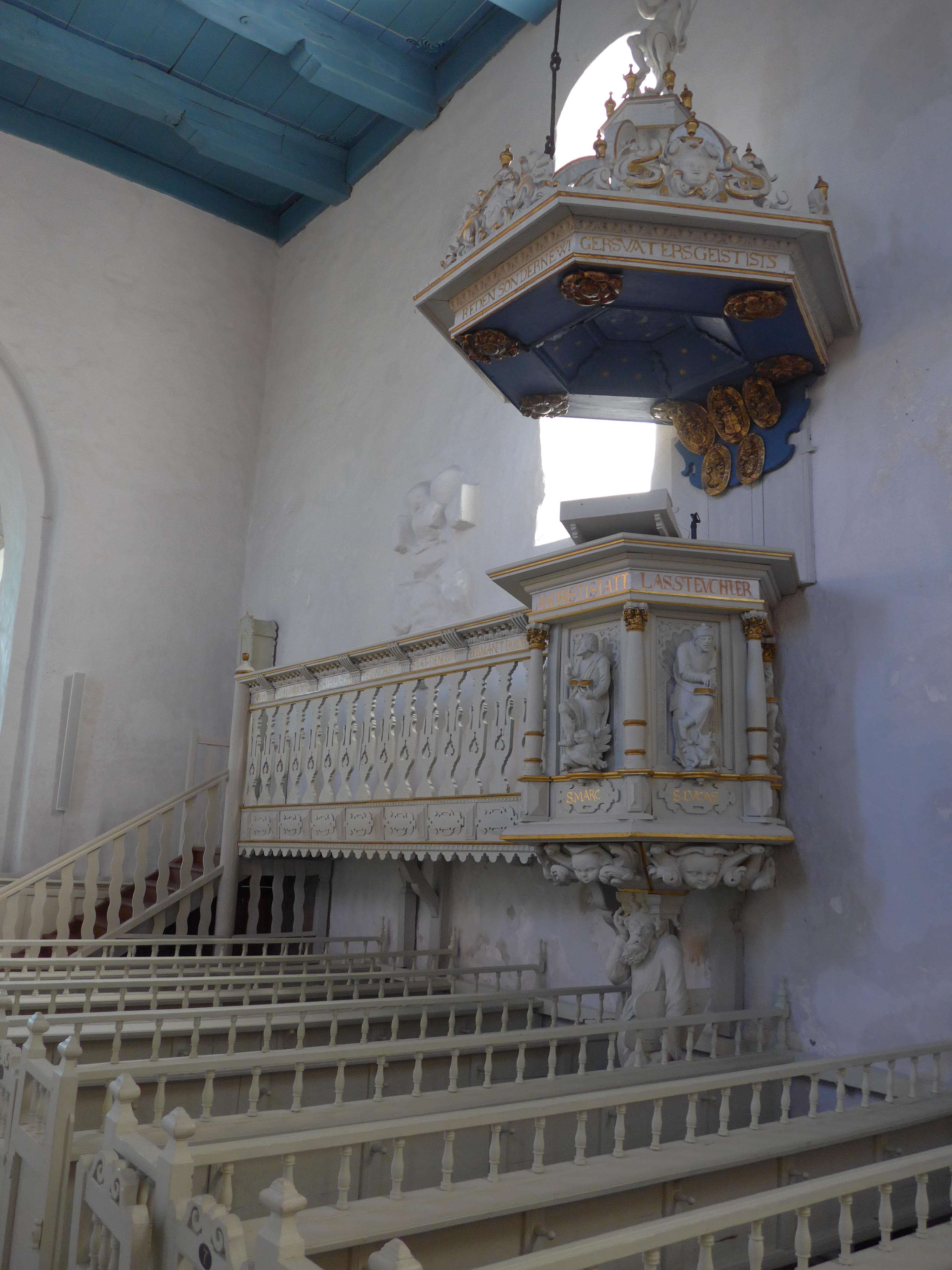
Kanzel von Onno Dircksen, 1643

Die Kanzel, die auf einer Statue des Mose ruht, stammt aus dem Jahre 1634 und ist ein Werk des Münstermann-Schülers Onno Dircksen. Die sichtbaren Seiten des Kanzelkorbes zeigen die Evangelisten Matthäus, Markus, Lukas und Johannes. Die heutige weiße Fassung entspricht dem Zustand des 19. Jahrhunderts.

### Taufbecken
Der alte Taufstein der Kirche aus dem 13. Jahrhundert ist 1861 an das Landesmuseum Oldenburg abgegeben worden. Heute nutzt man einen spätbarocken, aus Holz hergestellten Taufbeckentisch.

### Orgel

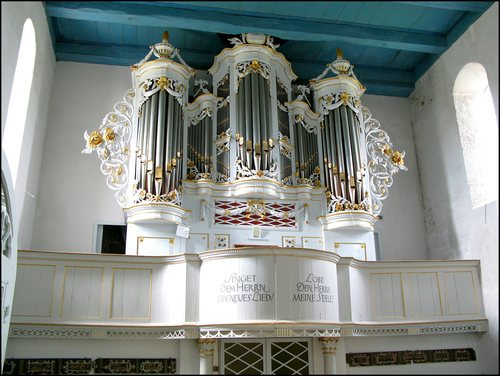
Orgelprospekt der St.-Cosmas-und-Damian-Kirche

Die Orgel der Wiarder Kirche wurde 1808 von Orgelbauer Johann Gerhard Schmid, Leer, erbaut und seitdem mehrfach umgebaut, zuletzt 1963 durch Orgelbauer Alfred Führer, Wilhelmshaven.

### Sonstiges
Nach dem Vorbild des östlicheren, 1709 gestifteten Hängeleuchters wurde 1966 auch der hintere Kronleuchter angefertigt. Der Klingelbeutelkasten ist ein nur noch selten zu findendes Ausstattungsstück. Kleiner Opferstock von 1774. Ein hölzerner Reliquienschrein aus der ersten Hälfte des 15. Jahrhunderts wurde an das Landesmuseum Oldenburg abgegeben.

## Glockenturm
Der freistehende Glockenturm im Nordosten der Kirche stammt aus dem 15. Jahrhundert. Drei starke parallele Backsteinmauern („Parallelmauertyp“) tragen in ihren Zwischenräumen zwei Glocken. Eine vierte Mauer wurde 1928 wegen Baufälligkeit abgerissen.